# أيفوري
أيفوري (بالإنجليزية: Lisa Moretti) هي مصارعة محترفة أمريكية، ولدت في 26 نوفمبر 1961 في إنغليووود في الولايات المتحدة.

## وصلات خارجية
- أيفوري على موقع دبليو دبليو إي (الإنجليزية)
- أيفوري على موقع CageMatch worker (الإنجليزية)
- أيفوري على موقع قاعدة بيانات المصارعة على الإنترنت (الإنجليزية)
- أيفوري على موقع عالم المصارعة على الإنترنت (الإنجليزية)
- أيفوري على موقع عالم المصارعة على الإنترنت (الإنجليزية)

- أيفوري على موقع IMDb (الإنجليزية)
- أيفوري على موقع قاعدة بيانات الفيلم (الإنجليزية)
- أيفوري على موقع كينوبويسك (الروسية)